# University of Cape Coast
Die University of Cape Coast (deutsch Universität von Cape Coast; kurz: UCC) ist eine staatliche Universität in Ghana. Der Campus wurde in der Nähe der Stadt Cape Coast auf einem Hügel mit Blick auf den Atlantik erbaut.

## Geschichte
Die UCC wurde als University College of Cape Coast am 15. Dezember 1962 mit einer besonderen Beziehung zur University of Ghana gegründet. Am 1. Oktober 1971 wurde die UCC in den Status einer Universität durch das Gesetz University of Cape Coast Act 1971 (Act 390) erhoben.
Im Jahr 1962 waren 155 Studierende am University Collage eingeschrieben, im Jahr 2011/12 waren es 15.835 Studenten im Präsenzstudium.
Von insgesamt 35.922 Studierenden an der University of Cape Coast im Jahr 2015 waren 18.018 Fernunterricht Studenten, 14.815 reguläre Undergraduate Studenten und 2.146 sogenannte "Sandwich" Studenten.
Ursprünglich wurde das University College als Bildungsstätte für die Lehrerausbildung gegründet. Doch seither wurden auch verschiedene andere Bildungsbereiche und Institute eröffnet. An der UCC werden nunmehr Kurse in Verwaltungswissenschaften, Tourismus, Wirtschaftswissenschaften, Erziehungswissenschaften, Handel, Landwirtschaft, Augenheilkunde, Labortechnik, Verfassung und Demokratie, Musik und Theater, Informatik und Informationstechnologie angeboten. Seit August 2007 existiert auch eine Medizinische Fakultät. Die Gründung einer rechtswissenschaftliche Fakultät ist in der Vorbereitung.
Die UCC ist Mitglied in der Association of African Universities (AAU), Mitglied der Association of Commonwealth Universities (ACU) und Mitglied der International Association of Universities (IAU).

## Fakultäten
Die UCC ist in acht Fakultäten unterteilt.
In der Fakultät für Kunst sind die Abteilungen für Afrikanische Studien, Klassik und Philosophie, Englisch, Französisch, Ghanaische Sprachen, Geschichte, Musik sowie Religion und ethische Werte unterteilt.
Der Fakultät für Erziehungswissenschaften gehören die Abteilungen Kunst und Sozialwissenschaftliche Erziehung, Erziehungsvereinigungen, Gesundheit/Sport/Regeneration, Grundschullehramt, Naturwissenschaft und Mathematik, Ausbildung und Technische Erziehung an.
Auch das Zentrum für die Weiterentwicklung der Grundschulerziehung in Ghana (Centre for Research on Improving Quality of Primary Education in Ghana), das Zentrum für weiterführende Bildung (Centre for Continuing Education), das Institut für Erziehungsplanung und Verwaltung (Institute for Educational Planning and Administration) und das Institut für Erziehung (Institute of Education) sind dieser Fakultät unterstellt.
Die Fakultät für Sozialwissenschaften organisiert die Abteilungen für afrikanische und allgemeine Studien, Wirtschaft, Geographie und Tourismus und Soziologie. Ferner ist das Zentrum für Entwicklungsstudien (Centre for Development Studies) dieser Fakultät unterstellt.
In der Fakultät für Landwirtschaft sind die Abteilungen für ökonomische Landwirtschaft und Betriebsentwicklung, Landwirtschaftsingenieurwissenschaften, Tiere (engl. Animal Science), Getreide (engl. Crop Science) und Böden (engl. Soil Science) zusammengefasst.
In der Fakultät für Biologie wurden die Abteilungen Biochemie, Naturkunde und Wildbestand, Umweltwissenschaften, Fischerei und Meeresbiologie sowie Humanbiologie organisiert.
Die Fakultät für Physik ist unterteilt in die Abteilungen African Virtual University, Informatik und IT, Umweltwissenschaften, Arbeitstechnologie, Mathematik und Statistik, Optometrik und Physik. Ferner ist das Zentrum für Laser und Fiberglasoptik (Laser & Fibre Optics Centre) hier ansässig.
Die Business School teilt sich in die Abteilungen Bilanzwesen und Finanzen sowie Management.
Letztlich wurde die Medizinische Fakultät im August 2007 neu eröffnet.

## Campus
Der Campus der Universität ist ca. 5 Kilometer westlich der Hauptstadt der Central Region Cape Coast gelegen. Er ist in den südlichen Campus, der auch der älteren Campus ist, und den nördlichen Campus unterteilt.
Die Studenten sind in sechs verschiedenen Studentenwohnheimen untergebracht. Diese sind die Adehye Hall, Atlantic Hall, Casely-Hayford Hall, Nkrumah Hall, Oguaa Hall und Valco Hall.
Auf dem Campus ist eine der größten Bibliotheken Ghanas ansässig.

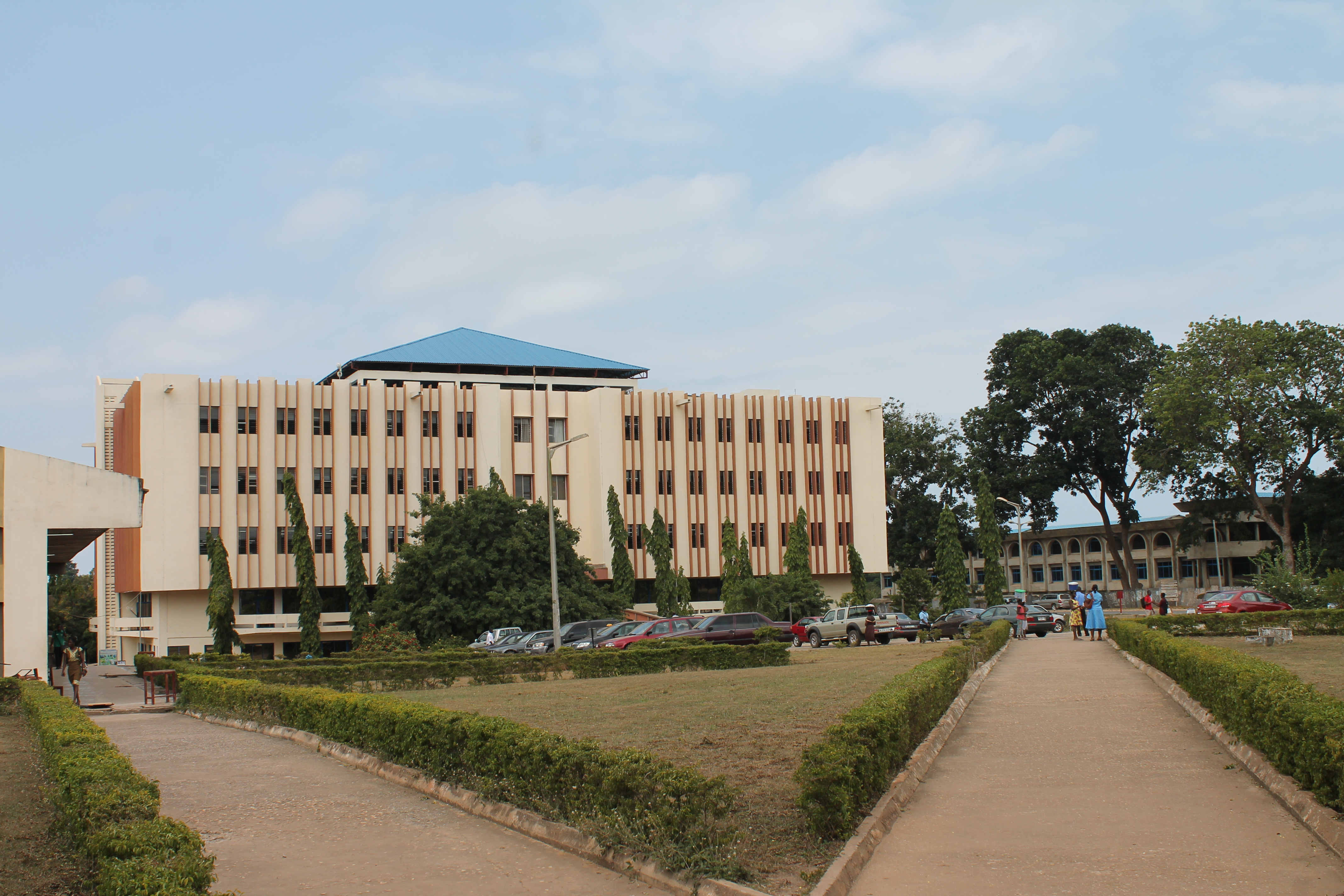
UCC Universitätsbibliothek
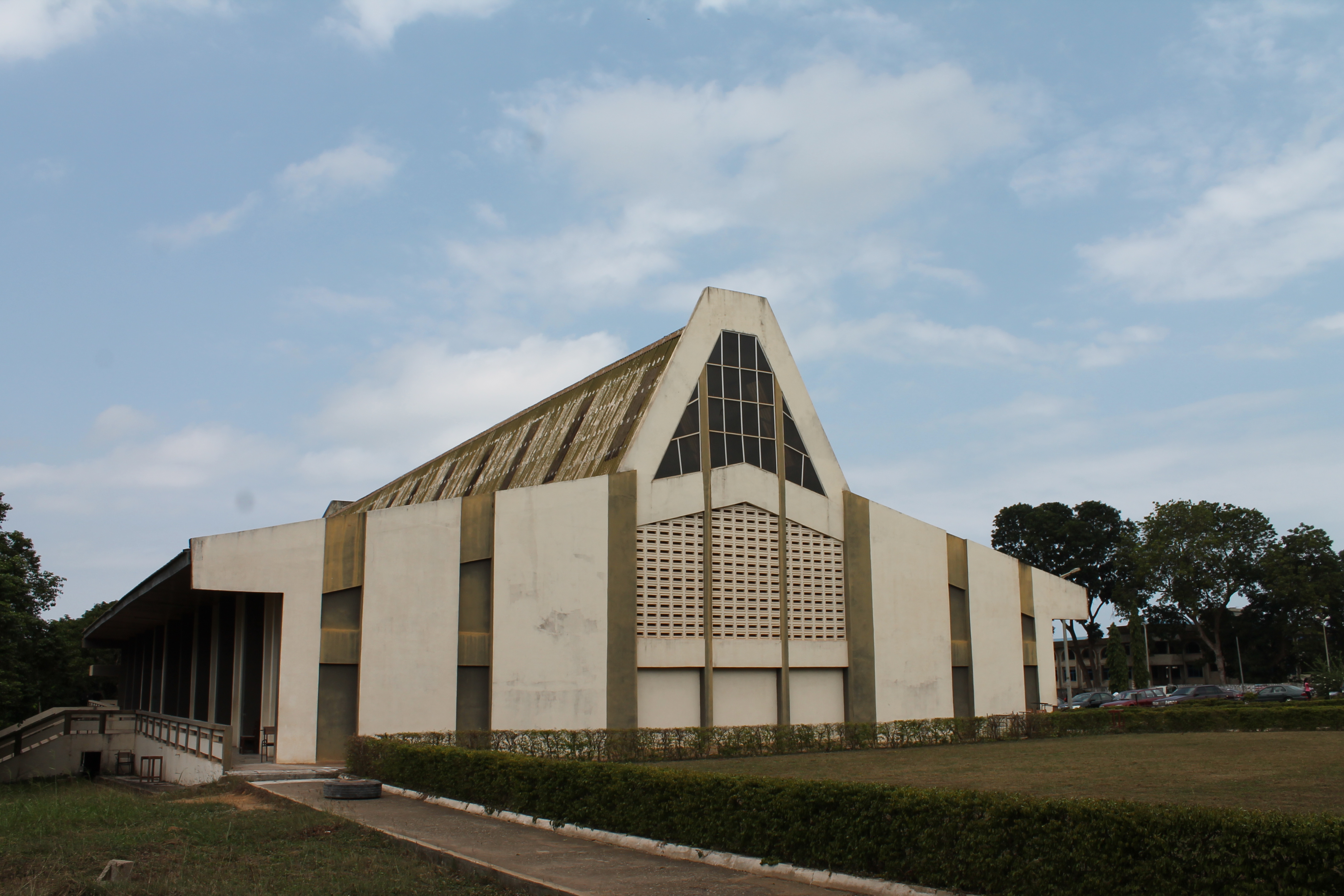
Fassade des großen Auditoriums
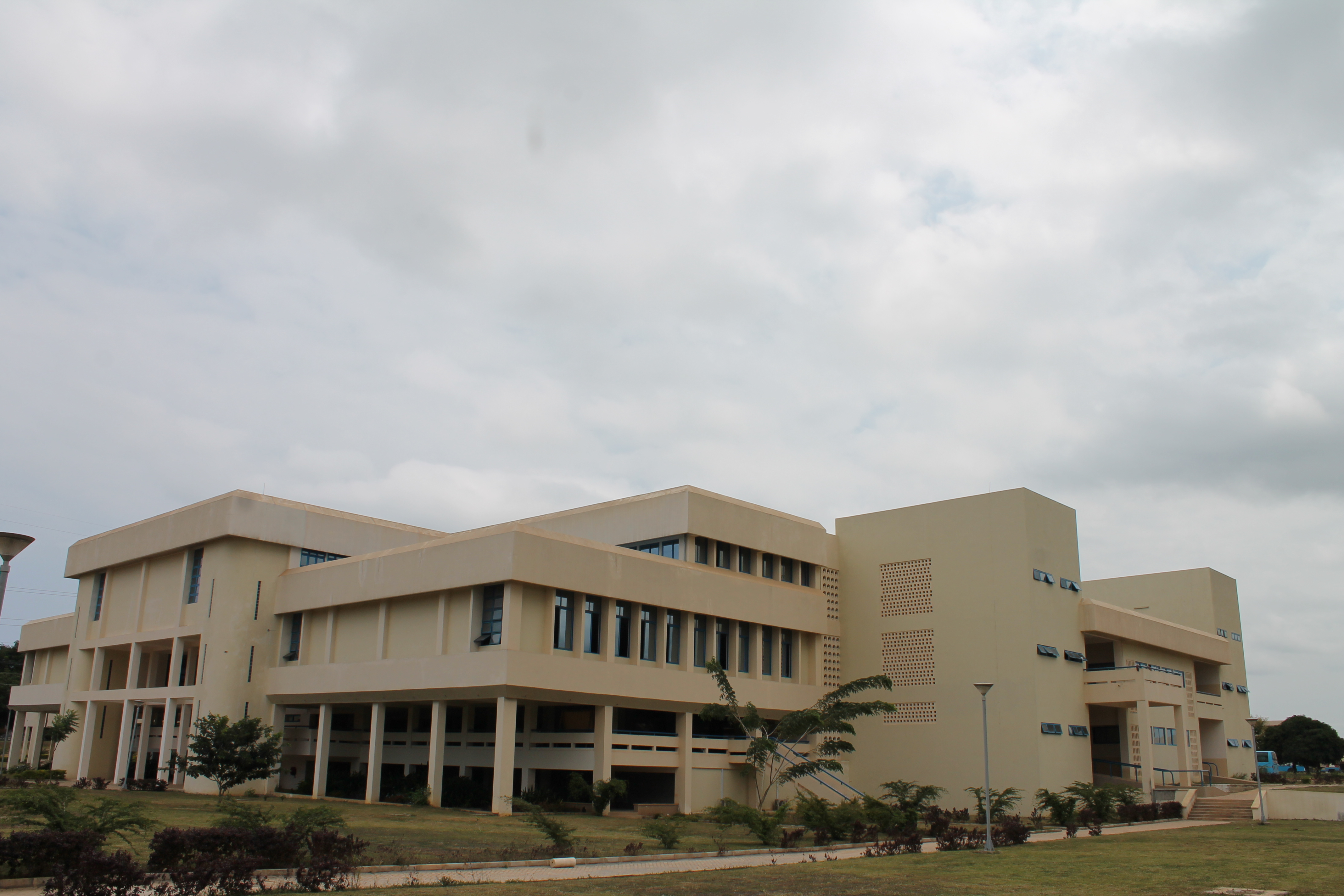
Gebäude der Fakultät für Pädagogik
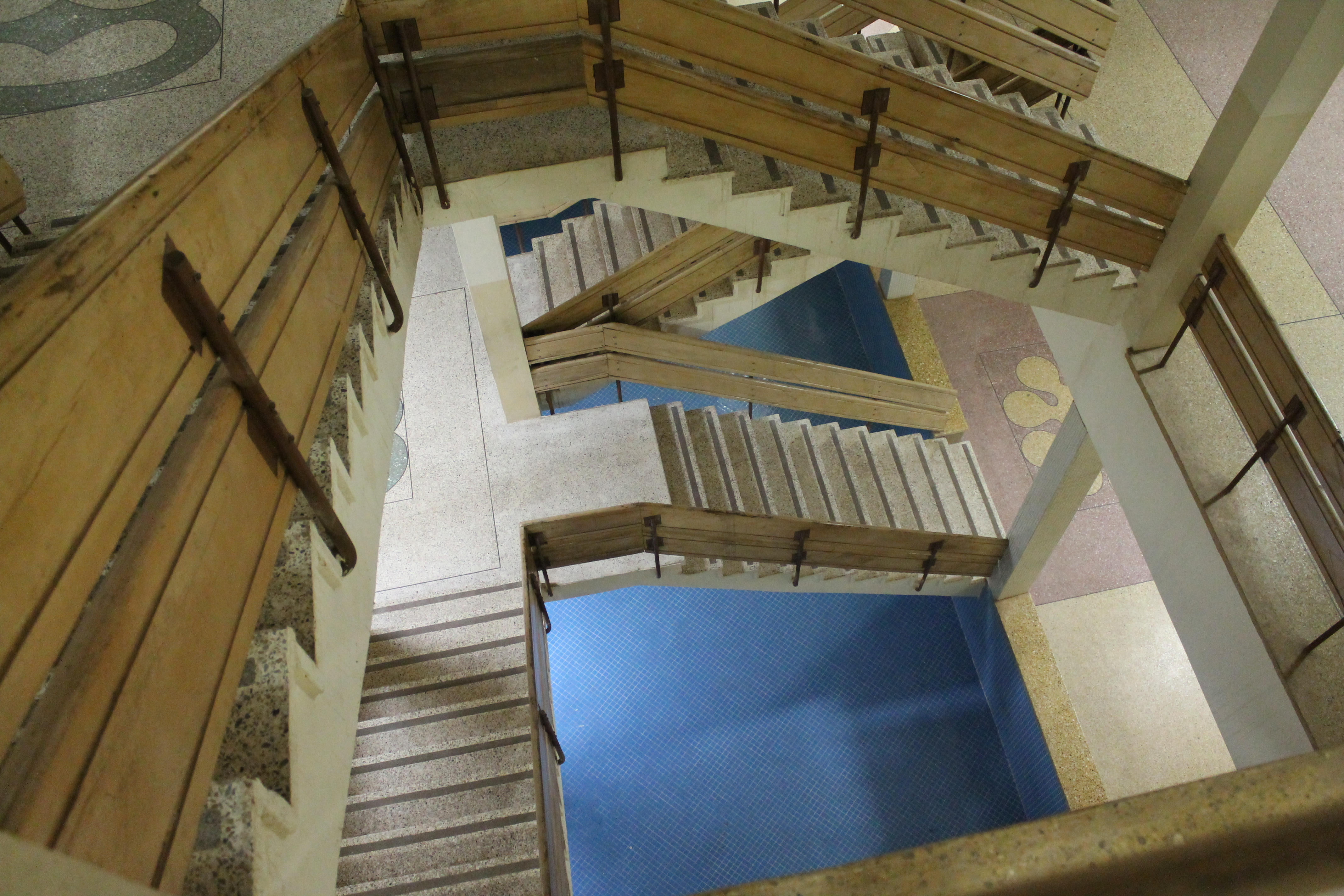
Treppenhaus der Pädagogikfakultät